# Nakamura Ryo (1996)
Nakamura Ryo (sinh ngày 31 tháng 12 năm 1996) là một cầu thủ bóng đá người Nhật Bản.

## Sự nghiệp câu lạc bộ
Nakamura Ryo hiện đang chơi cho Kamatamare Sanuki.